# Antonia Illanes
Antonia Fernanda Illanes Riquelme (Santiago, 11 de noviembre de 1980) es una abogada y política chilena, militante del Frente Amplio. Desde el 11 de marzo de 2022, se desempeñaba como subsecretaria de Deportes de su país bajo el gobierno del presidente Gabriel Boric.

## Estudios y vida personal
Realizó sus estudios superiores en la carrera de derecho en la Universidad de Chile, egresando como abogada. Luego, cursó un magíster en estudios jurídicos avanzados, con especialidad en derecho internacional en la Universidad de Barcelona, España.
Es, desde 1986, practicante de ballet clásico y además, durante su época estudiantil representó a la Facultad de Derecho de la Universidad de Chile en natación. Es madre de una hija, Leonor.

## Trayectoria profesional
Ha ejercido su profesión en el sector público y privado, siendo abogada en el 22° Juzgado Civil de Santiago. Se desempeñó también en la Corporación de Asistencia Judicial (CAJ) en el Centro de Atención Jurídico y Social de la comuna de Lo Espejo.
Por otra parte, patrocinó importantes causas laborales realizando estrategias judiciales y demandas laborales, litigando en Cortes de Apelaciones de la Región Metropolitana de Santiago y en la Corte Suprema.
Durante el segundo gobierno de Michelle Bachelet entre 2014 y 2018, fue parte de la División Jurídica del entonces Consejo Nacional de la Cultura y las Artes (CNCA). Paralelamente, fue abogada en el 2° Tribunal Electoral en la Región Metropolitana.
Luego, ejerció como jefa de gabinete del entonces diputado, Gabriel Boric, durante el periodo legislativo 2018-2022, dirigiendo al equipo y desarrollando sus funciones en la Región de Magallanes y en el Congreso Nacional.

## Trayectoria política
Se encuentra radicada desde hace varios años en la comuna de Punta Arenas en la región de Magallanes, desde allí ha trabajando en diferentes temas ambientales y participando en organizaciones sociales. Militante del partido Convergencia Social (CS), desde julio de 2021 hasta marzo de 2022, se desempeñó como jefa de gabinete de la Municipalidad de Punta Arenas.
En febrero de 2022 fue designada por el entonces presidente electo Gabriel Boric, como titular de la Subsecretaría de Deportes (órgano dependiente del Ministerio homónimo), siendo la segunda mujer en el cargo. Asumirá esa función el 11 de marzo de dicho año, con el inicio formal de la administración.